# Valentin Argirov
Valentin Argirov (bulgarisch Валентин Аргиров; * 5. März 1932 in Sofia) ist ein deutscher Arzt und Romanautor bulgarischer Herkunft. Der ehemalige „Leibarzt“ des bayerischen Ministerpräsidenten Franz Josef Strauß führte zwei Privatkliniken.

## Leben
Argirov studierte Musik sowie Medizin, das Studium in seiner Heimatstadt Sofia finanzierte er sich als Boxer und Jazzmusiker. 1964 floh er mit 180 Dollar, die von einem Onkel aus den USA erhalten hatte, nach Paris und beantragte 1965 in Deutschland politisches Asyl. Der mit einer Dissertation über „Kontrastmittelverstärkte Magnetresonanzangiographie und Flussmuster aortokoronarer Bypässe“ promovierte Jungmediziner kam nach seiner Zeit als Assistenzarzt am Universitätsklinikum Tübingen nach Bad Kissingen, wo er sich beim „Leber-Papst“ Heinz Kalk zum Facharzt für Innere Medizin weiterbildete. 1969 wurde er Oberarzt am Münchner Klinikum Dritter Orden. Bekanntheit erlangte er Ende der 1970er Jahre durch drei Romane, die im Gesundheitswesen spielten, von denen einer zum Bestseller wurde. 1977 nahm er eine gutdotierte Stelle an der privaten Münchner Schreiber-Klinik an, überwarf sich jedoch 1980 mit deren Inhaber. Im gleichen Jahr erwarb Argirov in Kempfenhausen am Starnberger See eine kleine Privatklinik in der ehemaligen Villa de Osa mit 70 Betten, die er mit nicht unbeträchtlichen Subventionen des Freistaats Bayerns zu einer internistischen Fachklinik mit moderner Geräteausstattung ausbaute, eine weitere Klinik in Vogtareuth folgte.
Seit seiner Zeit in Bad Kissingen zählten zu Argirovs Patienten eine wachsende Zahl Prominenter, darunter Schauspieler wie z. B. Heiner Lauterbach und Politiker wie Franz Heubl oder Franz Josef Strauß. Als Arzt und Freund des Ministerpräsidenten begleitete er diesen auf diversen Auslandsreisen, als Strauß jedoch 1988 mit dem Tod kämpfte, nutzte ihm Argirovs moderne Klinik wenig, – er verstarb transportunfähig im Regensburger Krankenhaus der Barmherzigen Brüder.
2003 setzte Argirov sich zur Ruhe und verkaufte seine Kliniken an die Schön-Klinik-Gruppe, die die Kempfenhausener Klinik zunächst unter dem alten Namen fortführte, 2010 umbenannte und im November 2016 überraschend schloss, nachdem Pläne für eine Erweiterung in Richtung zum See mit einem Bettentrakt mit 13 Patientenzimmern auf 480 Quadratmetern Fläche nicht genehmigt worden waren.
Argirov ist verheiratet und hat zwei erwachsene Kinder. Er lebt in Berg am See, unweit seiner ehemaligen Klinik.

## Romane
- Die Ehrbaren und die Andern, Düsseldorf 1976
- Der Ordinarius, München 1977 (Neuauflage unter dem Titel Der Chefarzt, München 1986)
- Die Seelenhändler oder keiner wird umsonst geliebt, München 1984